# Польове (Обухівський район)
Польове́  (колишня назва Наталіно) — село у Обухівському районі Київської області. Населення села Польове становить 625 чоловік (перепис 2001). Поруч села Світле і Зеленьки, які розташовані теж в Миронівському районі вздовж траси Київ — Дніпро.
За легендою, тут колись існував хутір, названий на честь племінниці Потоцької Наталії. Та історія сучасного села почалася 1921 року створенням відділення «Червоний Жовтень» Миронівського бурякорадгоспу. В 1939 році це відділення було підпорядковане Зеленьківській сільській раді. Лише 1971 року відділення було перейменоване на село Польове. 1991 року було утворено Полівську сільську раду.

## Населення

### Мова
Розподіл населення за рідною мовою за даними перепису 2001 року:
| Мова       | Кількість | Відсоток |
| ---------- | --------- | -------- |
| українська | 479       | 97.36%   |
| російська  | 12        | 2.44%    |
| білоруська | 1         | 0.20%    |
| Усього     | 492       | 100%     |